# 秋风楼
35°20′37″N 110°28′44″E / 35.34361°N 110.47889°E
秋风楼为汾阴后土祠（又名万荣后土庙）最高大的建筑，得名于汉武帝祭祀后土时所作的《秋风辞》，位于今中国山西省运城市万荣县荣河镇庙前村北，汾河南岸、黄河东岸的高岗上，华丽伟岸，登楼可眺望长河落日的景色。1996年已列为第四批全国重点文物保护单位。

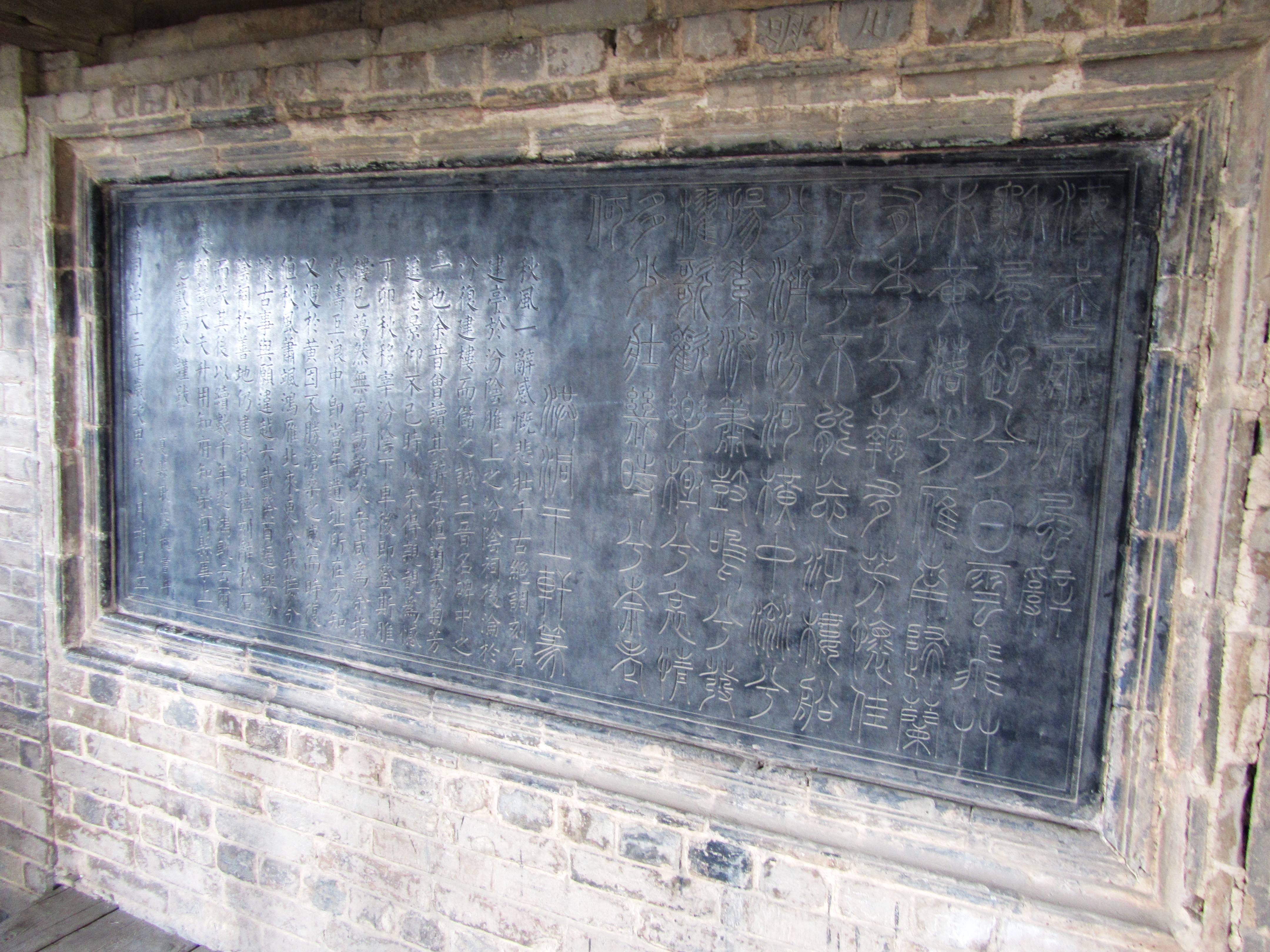
秋风楼内藏元世祖至元八年（1271年）所刻汉武帝《秋风辞》碑。

## 历史

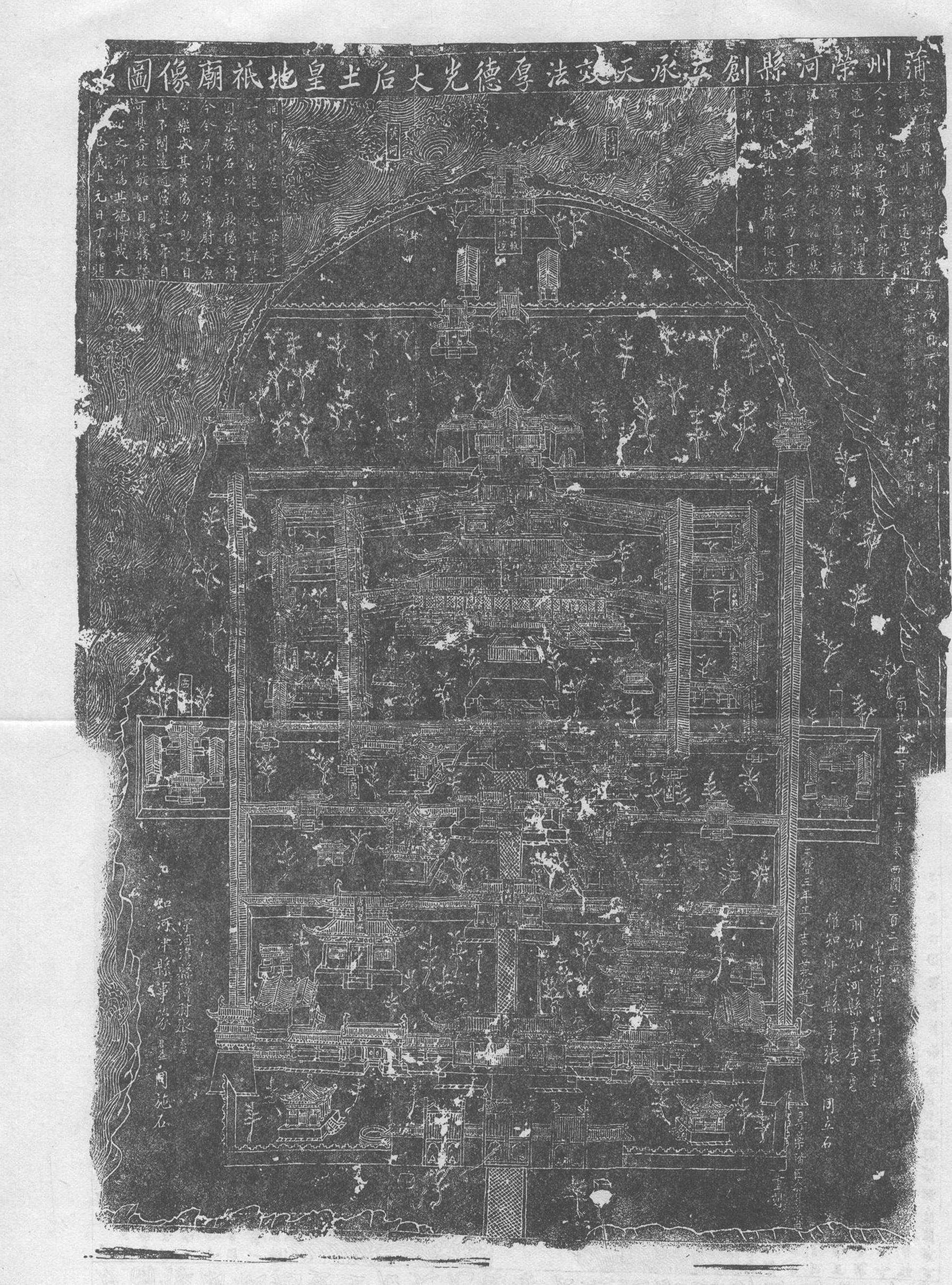
《蒲州荣河县创立承天效法厚德光大后土皇地祇庙像图石》碑拓本，反映了北宋末至金初的庙貌。
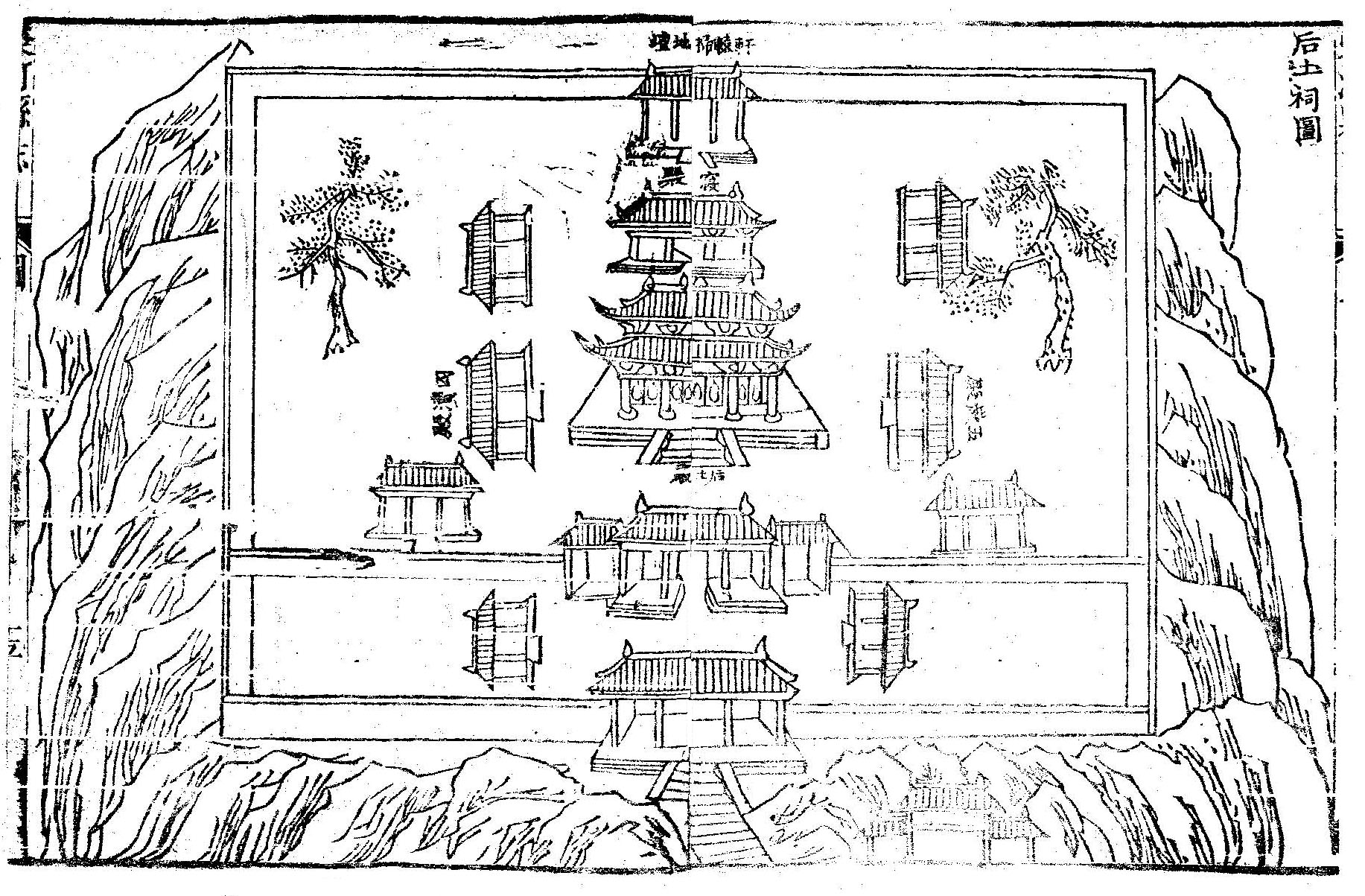
清光绪《光绪荣河县志》后土祠图，反映清末的庙貌。

汾阴后土祠为汉武帝所确立的皇帝祭地的本庙，此后汉、唐、宋多位皇帝曾在此亲祀后土。根据金天会十五年（1137年）刊刻的庙貌图《蒲州荣河县创立承天效法厚德光大后土皇地祇庙像图石》碑，宋金时期的汾阴后土祠尚无秋风楼建筑。元代于庙后建秋风亭，藏有元世祖至元八年（1271年）所刻汉武帝《秋风辞》碑。
明隆庆年间，后土庙后的秋风亭为汾水淹没。亭废后，改为建于庙前的秋风楼，在此可远眺汾河与黄河。万历末年，汾阴后土祠被洪水冲刷而坍塌，建筑尽毁。清顺治十二年（1655年）和康熙元年（1662年）黄河两度泛滥，康熙二年（1663年）起由先后两任知县移地重建于庙前村北，同治元年（1862年）黄河河道东移冲毁庙宇，至同治九年（1870年）由荣河县知县戴知珍再次迁建于现址，时又移秋风楼于庙后。

## 建筑
秋风楼位于后土庙的最北端，在正殿后方，建于16米见方的砖石台基上，楼身三层，高32.6米，四周设回廊。面阔进深各五间，十字歇山顶。。楼身比例适度，檐下斗拱古朴精美，形制巍峨劲秀。每个挑角上有一个精美的武士塑像。
秋风楼下部为高大的台基，东西贯通，如过街门楼样式，东侧镶门匾“瞻鲁”，西侧镶门匾“望秦”。台基南面设有登楼的正门，门内正对墙上有一小龛，上题“扫地坛”。
现在秋风楼自下而上的各层分别收藏现代、清代河元代的《秋风辞》石刻：“秋风起兮白云飞，草木黄落兮雁南归。兰有秀兮菊有芳，怀佳人兮不能忘。泛楼船兮济汾河，横中流兮扬素波。箫鼓鸣兮发棹歌，欢乐极兮哀情多。少壮几时兮奈老何！”。